# Canalització d'en Ratés
La Canalització d'en Ratés és un canal en desús de Santa Susanna (Maresme) protegit com a bé cultural d'interès local.

## Descripció
Conducció que té 195 metres de llargada i 50 centímetres d'amplada. Està sobre un mur fet amb pedres i maons lligats amb morter. A l'interior, l'aigua passava per una conducció de ceràmica vidriada de color marró de 22 centímetres de diàmetre. La part millor conservada és la situada al sud, on hi ha un dels pous cobert per una cúpula feta de maons.

## Història
L'agricultura era el principal recurs econòmic de la població de Santa Susanna i destacava el paper d'algunes famílies que posseïen grans extensions de terrenys, com en aquest cas la família Ratés que va construir aquesta canalització d'aigua per a transportar l'aigua a les seves propietats.